# Toxorhina (Toxorhina) digitifera
Toxorhina (Toxorhina) digitifera is een tweevleugelige uit de familie steltmuggen (Limoniidae). De soort komt voor in het Australaziatisch gebied.